# IQFoiL

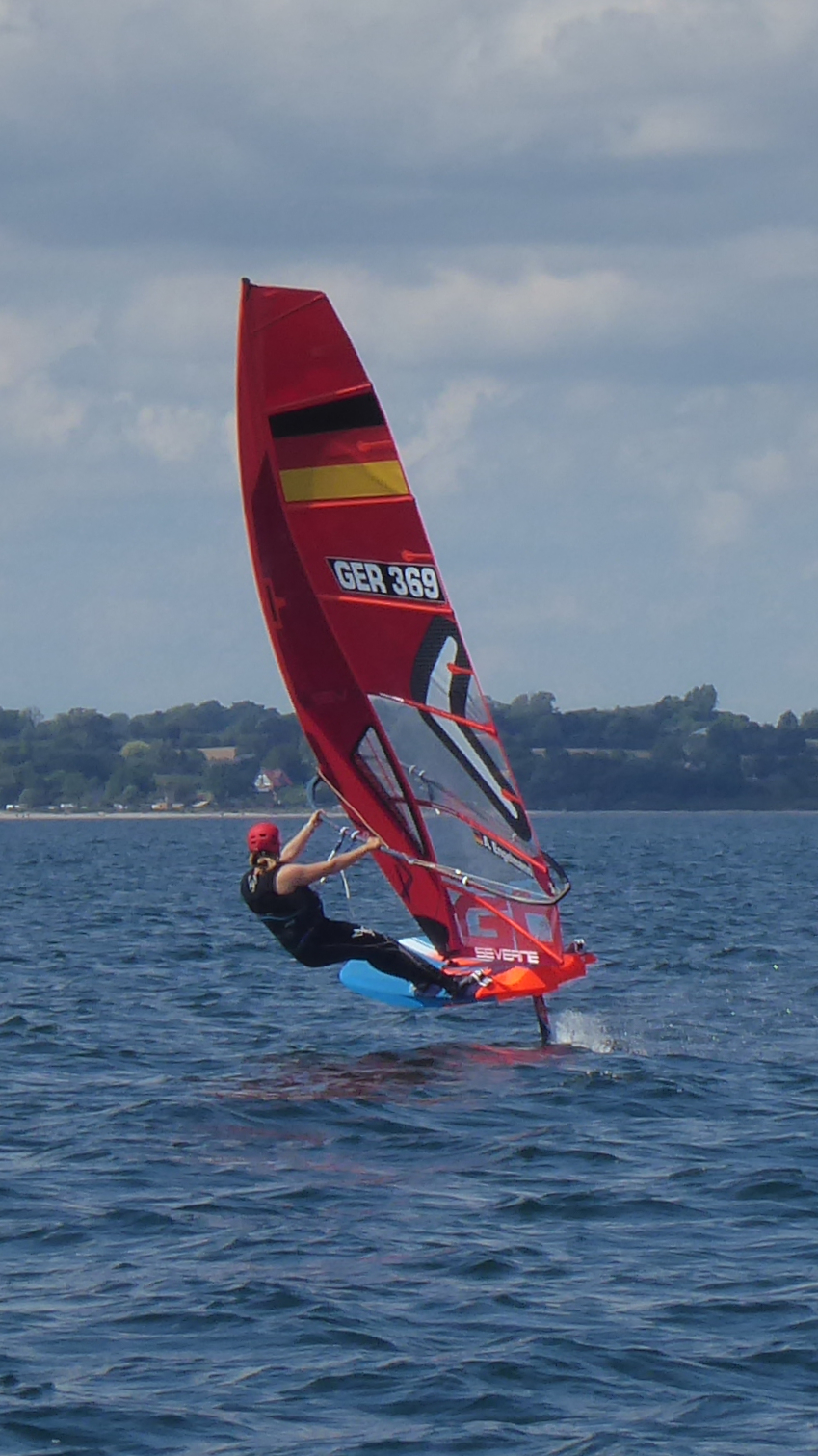
iQFoiL in der Eckernförder Bucht

Das iQFoiL ist ein Surfbrett, das bei steigender Geschwindigkeit mittels des dynamischen Auftriebs eines unter Wasser liegenden Tragflügels (Hydrofoil) während der Fahrt angehoben wird.

## Einsatz bei den Olympischen Spielen
Bei den Olympischen Sommerspielen 2024 in Paris wird das iQFoiL 95 eingesetzt. Diese Entscheidung traf World Sailing im November 2019, wodurch das 2006 etablierte RS:X durch ein modernes zeitgemäßes Windsurfing-Foil-Material ersetzt wird.
Frauen fahren ein 8-m²-Rigg, Männer verwenden ein Rigg mit 9 m².

## Surfen in Deutschland
Von 2021 bis 2022 war Olha Masliwez Nationaltrainerin des Deutschen Seglerverbandes für diese Surfklasse.
Im Jugendbereich wird in der Klasse Open Windfoil Youth unter anderen das iQFOiL 85 eingesetzt, da es sich um eine Boxrule-Klasse handelt, bei der innerhalb weniger Rahmenbedingungen das Material frei gewählt werden kann. Mädchen und Jungen fahren in der U17-Klasse ein 7-m²-Rigg, in der U19-Klasse ein 8-m²-Rigg.